# Marc Andreae
Pour les articles homonymes, voir Andreae.
Marc Edouard Andreae, né le 8 novembre 1939 à Zurich, est un chef d'orchestre et compositeur suisse.

## Biographie
Marc Andreae est le fils du pianiste Hans Andreae et de la pianiste Lis Andreae, née Keller, et un petit-fils du chef d'orchestre Volkmar Andreae. Il étudie le piano, la flûte, la direction d'orchestre et la musicologie au Conservatoire de Zurich jusqu'en 1962, la composition avec Nadia Boulanger à Paris en 1962-1963 et la direction d'orchestre avec Franco Ferrara à l'Accademia di Santa Cecilia à Rome et à l'Accademia Musicale Chigiana à Sienne de 1964 à 1968. 
Jeune, il assiste son grand-père lors de répétitions et de concerts du Tonhalle Orchestra de Zurich. Alors qu’il est encore étudiant, il fonde en 1960 l’Orchestre Pro Arte, un orchestre d’étudiants en musique à Zurich, qu’il dirige jusqu’en 1962. Il est membre fondateur et, de 1986 à 1992, le premier président de la Swiss Music Edition (SME), une fondation pour la promotion de la nouvelle musique suisse. 
Il est le président de la Fondation Hermann Hesse Montagnola. Hermann Hesse était un ami du grand-père d'Andreae.

### Carrière
De 1967 à 1968, il est assistant de Peter Maag, de 1969 à 1991, chef d'orchestre de l'Orchestre de la télévision radiophonique della Svizzera italiana (aujourd'hui l'orchestre de la Svizzera italiana) et de 1990 à 1993, chef d'orchestre et directeur artistique de l'orchestre Angelicum de Milan. De 1989 à 2017, il est chef permanent de la série de concerts Sinfonia de l'Orchestre symphonique de l'Engadine. En 1999-2000, il est chef en résidence au sein de l'orchestre symphonique de Göttingen. En 2001, il fonde l'orchestre Giovane Sinfonica dell'Insubria. 
En tant qu'invité, il dirige des concerts dans la plupart des pays d'Europe occidentale et orientale, au Japon et aux États-Unis, c'est-à-dire avec l'Orchestre Philharmonique de Munich, l'Orchestre National Philharmonique de Hambourg, l'Orchestre Symphonique des Radios de Berlin, Francfort, Hambourg, Cologne, Leipzig, Vienne, les Orchestres Symphoniques de Bamberg, Prague et Vienne, l'Orchestre National de France, l'Orchestre Philharmonique de Radio France, l'Orchestre National de Belgique, la NHK et la Yomiuri-Nippon-Sinfonieorchester, l'Orchestre Philharmonique de Saint-Pétersbourg, l'Orchestre Tonhalle de Zurich, l'Orchestre Symphonique de Bâle et l'Orchestre de la Suisse Romande à Genève. En 1996, il effectue une tournée en Italie avec l'orchestre symphonique de Berlin et en 1998 avec le Philharmonic State Orchestra Hall. Dans le domaine de l'opéra, il se spécialise dans la musique classique allemande et la romance, mais aussi dans le bel canto de Gioachino Rossini et Gaetano Donizetti.
Marc Andreae joue pendant les festivals de Salzbourg, Vienne, Berlin, Paris, Flandres, Milan, Florence, Lucerne, Zurich, Saint-Pétersbourg. Il dirige de nombreux concerts et opéras diffusés à la radio et a enregistré plus de cinquante DVD, CD et disques. Plus de cent œuvres de compositeurs tels que Wilfried Maria Danner, Rudolf Eisenmann, Gunther Erdmann, Sylvano Bussotti, Luca Lombardi, Salvatore Sciarrino, Vinko Globokar, Erich Urbanner, Gerhard Wimberger, Conrad Beck, Daniel Glaus, Peter Hoch, Heinz Holliger, Rudolf Kerlterborn, Oscar Moret, Jacques Wildberger ont été écrites pour lui et lui ont été confiées pour leur première. Il commanda des éditions originales et dirigea pour la première fois des œuvres orchestrales et des opéras inconnus, tels que ceux de Robert Schumann, Franz Schubert, Carl Maria von Weber, Franz Liszt, Piotr Ilitch Tchaïkovsky, Gaetano Donizetti et Gioachino Rossini. 
Ainsi, il dirige à Paris en 1977 The Conspirators de Schubert, en 1979 à Paris et en 1986 à Lugano la première française et suisse concertante d'Alfonso et Estrella, à Lugano en 1981 les premières européennes de Blue Monday de George Gershwin et Trouble à Tahiti de Leonard Bernstein, en 1983 à Lugano La scala di seta de Rossini, en 1984 Harry Janosch de Zoltan Kodaly, en 1988 Peer Gynt d'Edvard Grieg, en 1989 à Lugano Imelda de 'Lambertazzi de Donizetti et au Belcanto Opera Festival à Bad Wildbad l'opéra de Rossini Sigismondo (1995) et la cantate pittoresque Le nozze di Teti, e di Peleo (1996).
Marc Andreae compose de la musique pour piano, de la musique de chambre, de la musique d'orchestre et des œuvres vocales.

### Vie privée
Marc Andreae est marié avec la violoniste Maria Cristina Andreae. Ils ont un fils, Leonardo, né en 1993, et une fille, Danaïs, née en 1995. Il vit avec sa famille à Lugano.

## Prix
- 1966 : Premier prix du Concours de direction dirigé par Rudolf Kempe et le Tonhalle Orchestra de Zurich
- 1968 : Lauréat du concours de direction d'AIDEM à Florence
- Deux fois Grand Prix du Disque
- Distinction LP-Techo à Tokyo
- 1978 : Membre honoraire de la Société italienne Bruckner, succédant à Paul Hindemith
- 1999 : Mention honorable de la Fondation culturelle UBS (sur proposition de Ulrich Meyer-Schoellkopf, directeur artistique du Berliner Philharmoniker)